# Rhabdotina vittifera
Rhabdotina vittifera là một loài bướm đêm trong họ Noctuidae.